# Tempel (cratère)
Tempel est un cratère d'impact lunaire situé sur la face visible de la Lune à l'est de la mare lunaire du Sinus Medii et au sud de la Mare Vaporum. Il se situe à l'est du cratère Agrippa et au nord-est du cratère Godin. Le bord du cratère Tempel est ouvert dans sa partie occidentale face au cratère Agrippa. Le cratère a été inondé par un flot de lave qui s'écoula jusqu'à la Mare Tranquillitatis. 
En 1935, l'Union astronomique internationale lui a attribué le nom de Tempel en l'honneur de l'astronome allemand Ernst Wilhelm Tempel, membre de l'observatoire de Marseille.